# Jolja'
Jolja’, también conocido como la Cueva de Jolja’, es un yacimiento arqueológico prehispánico que alberga una gran cantidad de pintura rupestre de la cultura maya ubicado al interior de un grupo de cavernas sobre la afluencia del río Ixteljá del municipio de Tumbalá al norte del estado de Chiapas en México. La pintura rupestre de Jolja’ está datada en el periodo clásico temprano y consta de varios grupos donde se ilustran algunos rituales mayas, también están escritos varios sucesos históricos a través de inscripciones jeroglíficas y registros calendáricos. Otros hallazgos dentro de la cueva incluyen cerámicas y restos óseos, principalmente cráneos humanos.
Para el pueblo indígena ch’ol, la cueva de Jolja' es considerada como un sitio sagrado, utilizado para realizar rituales, rezos, ofrendas y ceremonias al interior de la cueva.

## Pintura rupestre
Dentro de la mitología maya prehispánica las cuevas eran lugares sagrados de culto a distintas deidades, a lo largo de las regiones desarrolladas por la cultura maya prehispánica se localizan varias cuevas donde se han descubierto ofrendas y cerámicas que muestran actividad ritual, sin embargo, fuera de Yucatán, son muy poco comunes los sitios que albergan pintura rupestre como en el caso de Jolja’.
En la entrada de la cueva yace una pintura que muestra a dos personajes de la nobleza con el cuerpo pintado de negro realizando un ritual de fin de ciclo. La pintura corporal de color negro era utilizada por los mayas de esta región como símbolo ritual.

## Historia
La ocupación de la cueva fue al término del periodo preclásico tardío y principios del clásico temprano, las inscripciones y objetos localizados en su interior demuestran que la cueva de Jolja' fue un importante sitio de carácter ceremonial donde se realizaban distintos rituales mayas efectuados por figuras de la realeza y gobernantes de alto nivel.
El sitio ya era conocido por el pueblo ch’ol desde varios siglos antes de que iniciaran las investigaciones académicas, los primeros registros de la existencia de la cueva en fuentes arqueológicas fueron a principios del siglo XX.